# Majia Piratinska
Majia Aleksandrowna Piratinska (ros. Майя Александровна Пиратинская, ur. 6 kwietnia 1977 w Swierdłowsku) – rosyjska wspinaczka sportowa, specjalizowała się we wspinaczce na czas. Wicemistrzyni świata we wspinaczce sportowej, w konkurencji na czas z 2001.

## Kariera sportowa
W 2001 w szwajcarskim Winterthurze wywalczyła tytuł wicemistrzyni świata we wspinaczce sportowej, w konkurencji na czas, w finale przegrała z Ukrainką Ołenę Riepko.
Wielokrotna uczestniczka mistrzostw Europy, gdzie we włoskim Lecco w 2004 zdobyła brązowy medal, w fazie finałowej przegrała z koleżankami z reprezentacji Rosji; Anną Stienkową oraz Walentinę Juriną.

## Osiągnięcia

### Mistrzostwa świata
| Konkurencje  | 1997 | 1999 | 2001 | 2003 | 2005 | 2007 |
| Wsp. na czas | 5-8  | 5-8  | 2    | 5    | 17   | 13   |

### Mistrzostwa Europy
| Konkurencje  | 1996 | 1998 | 2000 | 2002 | 2004 |
| Wsp. na czas | 5-8  | 13   | 7    | 5    | 3    |

## Życie prywatne
Majia pochodzi z rodziny alpinistycznej jej ojciec Aleksandr Piratinski był zasłużonym trenerem oraz m.in. szefem rosyjskiej narodowej drużyny wspinaczkowej.